# Internetabhängigkeit
Bei einer Internetabhängigkeit handelt es sich um eine substanzungebundene Abhängigkeit, die in dem seit 2022 gültigen Diagnosekatalog der WHO (ICD-11) unter der Bezeichnung „Pathologisches Spielen, vorwiegend online“ als Krankheit aufgenommen wurde. In der Klassifikation der ICD-10 wurde Internetabhängigkeit noch als Störung der Impulskontrolle erfasst (F63 Abnorme Gewohnheiten und Störungen der Impulskontrolle). Die Begriffe Internetabhängigkeit, exzessives Onlineverhalten (EOV), Internetsucht und Onlinesucht werden synonym verwendet.
Das Centre for On-Line Addiction benennt fünf spezifische Subkategorien der Internetabhängigkeit:
- Cybersexual addiction beschreibt die Abhängigkeit von pornographischem Material und sexueller Interaktion im Internet.
- Cyberrelationship addiction ist die Abhängigkeit von virtuellen Freundschaften, welche reale Beziehungen zu Freunden und der Familie verdrängen oder ersetzen.
- Net-compulsion umfasst alle zwanghaften Internetaktivitäten einschließlich Glücksspiel, Einkaufen und Auktionen.
- Information overload ist das zwanghafte Recherchieren und Surfen ohne erkennbaren Grund.
- Computer addiction (computer game playing) bedeutet exzessives Computerspielen

## Geschichte
Erstmalig wurde Internetabhängigkeit im Jahr 1994 vom amerikanischen Psychiater Ivan Goldberg thematisiert. In einem als Scherz gemeinten Beitrag für eine Mailingliste beschrieb er die neue Krankheit „Internet Addiction Disorder (IAD)“. Das Internet würde auf die Nutzer eine so hohe Anziehungskraft ausüben, dass diese ihr eigentliches Leben in der realen Welt vernachlässigen. Folge hiervon ist, dass diese Nutzer dann abhängig vom Internet seien und behandelt werden müssten. Goldberg orientierte sich bei der Symptombeschreibung an Kriterien der Spielsucht. Die ersten empirischen Studien zur Internetabhängigkeit wurden 1996 durchgeführt. In Nordamerika stellte die Psychologin Kimberly Young im August 1996 auf dem „104th Annual Meeting of the American Psychological Association“ (Toronto) ihre Studienergebnisse zur Internetsucht einem Fachpublikum vor. In der Schweiz veröffentlichte der Psychologe Matthias Rauterberg im gleichen Jahr die Ergebnisse einer Online-Umfrage zur Internetsucht und eine weitere Studie entstand 1996 in dem von Bernad Batinic geleiteten Seminar Intersem am Fachbereich Psychologie der Universität Gießen.

## Symptome
Internetabhängigkeit verursacht die Vernachlässigung üblicher Lebensgewohnheiten, sozialer Kontakte, der persönlichen Versorgung und Körperhygiene, da ein Großteil der zur Verfügung stehenden Zeit im Internet verbracht wird. Im Extremfall kann die virtuelle Welt zu einem vermeintlich vollständigen Ersatz für sonstige reale soziale Kontakte werden und damit zu sozialer Isolation führen. Nach außen wird die Sucht verheimlicht oder man will sie nicht wahrhaben, verharmlost sein Verhalten. Entzugserscheinungen sind schlechte Laune, Nervosität, Reizbarkeit, Schlafstörungen oder Schweißausbrüche.

## Diagnose
Zur Diagnose einer Internetabhängigkeit gibt es verschiedene wissenschaftliche Tests. Hahn und Jerusalem definieren Internetabhängigkeit als eine stoffungebundene Abhängigkeit, die dann als vorhanden gilt, wenn:
- über längere Zeitspannen der größte Teil des Tageszeitbudgets zur Internetnutzung verausgabt wird, hierzu zählen auch verhaltensverwandte Aktivitäten wie beispielsweise Optimierungsarbeiten am Computer (Einengung des Verhaltensraums),
- die Person die Kontrolle über ihre Internetnutzung weitgehend verloren hat bzw. Versuche, das Nutzungsausmaß zu reduzieren oder die Nutzung zu unterbrechen, erfolglos bleiben oder erst gar nicht unternommen werden – obwohl das Bewusstsein für dadurch verursachte persönliche oder soziale Probleme vorhanden ist (Kontrollverlust),
- im zeitlichen Verlauf eine Toleranzentwicklung zu beobachten ist, also die Verhaltensdosis zur Erreichung der angezielten positiven Stimmungslage gesteigert werden musste,
- als Folge zeitweiliger, längerer Unterbrechung der Internetnutzung Entzugserscheinungen auftreten als Beeinträchtigungen psychischer Befindlichkeit wie Unruhe, Nervosität, Unzufriedenheit, Gereiztheit und Aggressivität,
- psychisches Verlangen nach der Internetnutzung besteht (craving),
- wegen der Internetaktivitäten negative soziale Konsequenzen in den Bereichen Arbeit und Leistung sowie soziale Beziehungen eintreten, wie zum Beispiel Ärger mit der Familie, Freunden oder dem Arbeitgeber.

Häufig behilft man sich bei einer Diagnose mit einer Störung der Impulskontrolle. Internetabhängigkeit gilt gemeinsam mit dem pathologischen Glücksspiel als Exot unter den Impulskontrollstörungen, weil beide nicht etwa durch das zwanghafte Beenden unangenehmer Spannungszustände beschrieben werden können, sondern durch das Entgleiten der Kontrolle über ein ursprünglich primär als Vergnügen erlebtes Verhalten. In Deutschland dominieren zwei konkurrierende Störungsmodelle: das Verhaltenssuchtmodell und das Modell einer Beziehungs- und Verhaltensstörung. Einige Wissenschaftler wie zum Beispiel der Psychiater Bert te Wildt sehen die Internetabhängigkeit nicht als eigenständige Krankheit an, sondern als eine Verschiebung von nicht-substanzgebundenen Abhängigkeitserkrankungen ins Netz. Die Diskussionen zwischen den unterschiedlichen wissenschaftlichen Positionen dauern an.

## Häufigkeit
Der Ausschuss für Kultur und Medien des Deutschen Bundestags veranstaltete federführend im April 2008 eine öffentliche Anhörung von Sachverständigen zum Thema Onlinesucht. Der Drogenbericht der Bundesregierung 2009 widmete Onlinesucht erstmals ein eigenes Kapitel und kam zu dem Resultat: „Aus gesundheitlicher Sicht hat die suchtartige Nutzung des Internets an Gewicht gewonnen. Vor allem männliche Jugendliche und junge Erwachsene zeigen häufiger ein sich verlierendes, entgleitendes und in Extremfällen psychopathologisch auffälliges Online-Nutzungsverhalten insbesondere in Bezug auf Online-Spielewelten“.
Einer im Auftrag des Bundesgesundheitsministeriums durchgeführten, am 25. September 2011 in Berlin vorgelegten Studie zufolge sind in Deutschland rund 560.000 Menschen vom Internet abhängig. So sei bei 1 % der 14- bis 64-Jährigen eine Internetabhängigkeit wahrscheinlich, bei 4,6 % läge eine „problematische Internetnutzung“ vor. Der Anteil der Internet-Süchtigen liegt bei den Jugendlichen höher als bei den Älteren. Laut Studie sollen 2,4 % der 14- bis 24-Jährigen internetabhängig sein. 13 % gelten als „problematisch in ihrer Internetnutzung“. In der Altersgruppe der 14- bis 16-Jährigen sind Mädchen mit 4,9 % stärker gefährdet als Jungen, die zu 3,1 % von der Online-Nutzung abhängig sind.
In der Gruppe der bis 24-Jährigen ist das Verhältnis in etwa gleich. Insgesamt sollen Männer in der Regel häufiger unter Internetsucht leiden als Frauen. Weibliche Nutzer konzentrieren sich dabei mit 77 % stärker auf soziale Netzwerke wie Facebook, junge Männer auf Computerspiele.

## Ursachen und Risikofaktoren
Jugendliche, die bereits an einer anderen psychischen Erkrankung leiden, sind statistisch gesehen anfälliger für Internetabhängigkeit als junge Menschen, die nicht in psychiatrischer Behandlung sind. Darüber hinaus zeigen Studien eine Verbindung zwischen krankhafter Internetnutzung und Suizidgefährdung sowie Probleme in der Identitätsfindung unter Jugendlichen.
Als besonders gefährdet gelten depressive und einzelgängerisch veranlagte Menschen. Wenn der Druck des Alltags sehr groß wird, kann die virtuelle Welt eine Fluchtmöglichkeit bieten, wobei alltägliche Aufgaben und gesellschaftliche Anforderungen vernachlässigt werden. Als Triebfeder gelten die Verfolgung bestimmter Aufgaben, Realitätsflucht und das Experimentieren mit der Identität sowie die Kombination aus Befriedigung des sogenannten Spieltriebs und des Kommunikationsbedürfnisses. Die Simulation gesellschaftlichen Aufstiegs kann ebenso eine Rolle spielen wie das Gefühl von Omnipräsenz. Depressive Menschen finden virtuelle Entlastung, narzisstische Persönlichkeiten befriedigen ihren Machtanspruch, Jugendliche haben neue Möglichkeiten, ihre Grenzen auszuloten, und die vermeintliche Möglichkeit, ihre Persönlichkeit zu entwickeln. Bei Teilnehmern an Vielspieler-Rollenspielen (sogenannte MMORPGs) und Browsergames kann es dazu kommen, dass sie ihre Spielerfolge in die Realität mitnehmen, um sich gegen andere Menschen zu behaupten. Oft sind Spielerfolge der Ersatz für Erfolge im echten Leben und werden von den Betroffenen als wichtiger erachtet, als sich der eigenen Realität zu widmen.

## Behandlung
Therapien sind inzwischen in nahezu jeder Einrichtung möglich, welche sich mit Sucht und Abhängigkeit beschäftigt. Die Therapie kann stationär, teilstationär oder auch ambulant erfolgen. Dabei stehen verschiedene therapeutische Maßnahmen zur Verfügung:
- stationäre Therapie
- Adaption
- teilstationäre Unterbringung
- Tagesklinik
- Einzelgespräche
- indikative Gruppen
- Selbsthilfegruppen

Das spezielle Problem der Therapie gegen die Internetabhängigkeit ist dabei, dass das gewöhnliche Therapieziel einer stofflichen Abhängigkeit, nämlich die möglichst vollständige Abstinenz, nicht erreichbar ist. Computer und andere elektronische Medien gehören zum alltäglichen Leben. Im Rahmen einer Therapie können die Betroffenen jedoch einen bewussteren sowie gesellschaftlich tolerierten und angepassten Umgang mit dem Medium Computer und der Internetnutzung lernen.
Dabei müssen häufig auch Folgeprobleme behandelt werden. So beinhaltet eine Therapie wie bei anderen Verhaltenstherapien Anreize, das Interesse der Betroffenen an Sport und anderen Freizeitgestaltungsmöglichkeiten zu wecken. Zudem müssen bei jugendlichen Betroffenen in der Regel die jeweiligen Eltern einbezogen werden, da gegebenenfalls das Vertrauen zwischen Kindern und Eltern gestört ist und neu aufgebaut werden muss.
Bei (Ehe-)Partnern ist unter Umständen eine Eheberatung indiziert, um gemeinsam Strategien zur Abhängigkeitsbewältigung wie auch zur Rettung der Beziehung zu finden.
Allgemein anerkannt ist die hohe Bedeutung von Selbsthilfegruppen für die Therapie. Viele Therapeuten sind inzwischen der Überzeugung, dass ein nachhaltiger Therapieerfolg durch den Besuch von Selbsthilfegruppen überhaupt erst möglich ist. Dabei ist der Besuch einer Selbsthilfegruppe nicht an die Teilnahme an einer stationären oder ambulanten Therapie gebunden. Im Bereich der Computerspiel-, Online- und Medienabhängigkeit existieren neben diversen lokalen Initiativen in Großstädten, auch mittlerweile drei internationale Selbsthilfegruppen, welche ähnliche Genesungswerkzeuge wie an andere 12 Schritte-Programme anwenden. Neben zahlreichen Online-Gruppen gibt es dabei auch zunehmend mehr persönliche Treffen. Auch wegen der Parallelen oder Suchtverlagerungen zur Glücksspielsucht, Arbeitssucht und Sexsucht nehmen Betroffene teilweise an mehreren Gruppen teil.